# Път 66
Път 66 (на английски: Route 66) е път в Съединените американски щати, първоначално част от Магистралната система на Съединените щати.
Създаването на пътя е обявено на 11 ноември 1926 година, а номер 66 му е присвоен още на 30 април същата година. Свързани са The Lone Star Route, Ozark Trails и National Old Trails Road. С обща дължина 3 945 km той свързва Санта Моника в Калифорния с Чикаго в Илинойс. Път 66 играе важна роля в миграциите на запад, особено през 30-те години, и заема особено място в американската популярна култура.